# Petit Cunay
Petit Cunay är en kulle i Schweiz. Den ligger i distriktet Morges och kantonen Vaud, i den västra delen av landet, 100 km väster om huvudstaden Bern. Toppen på Petit Cunay är 1 547 meter över havet.